# Миантономо

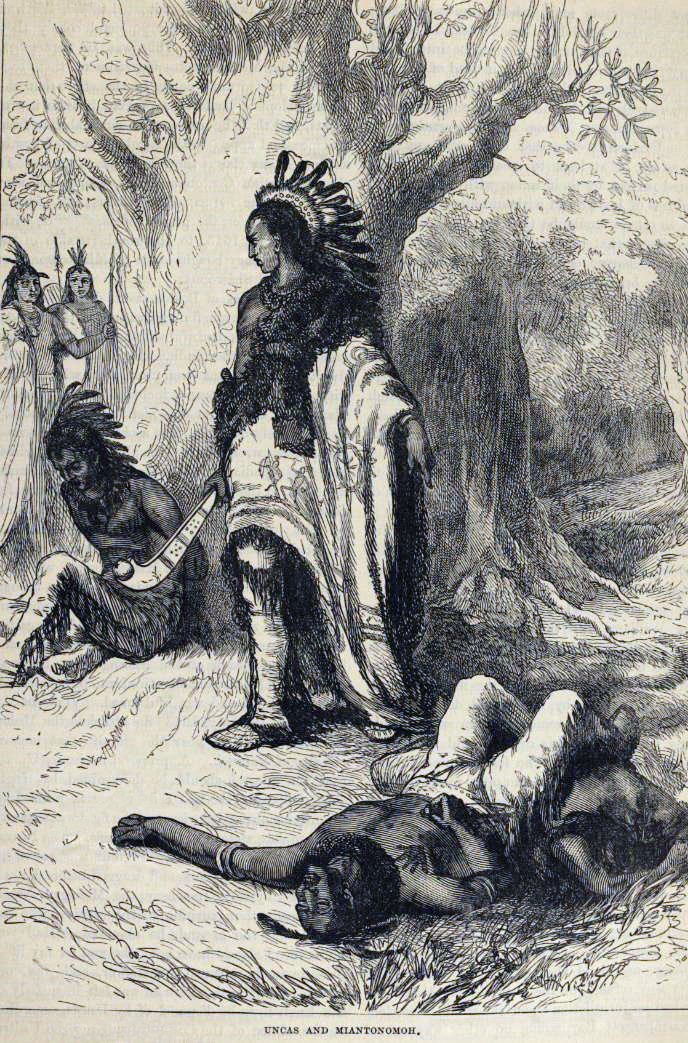
Ункас казнит Миантономо, иллюстрация из книги

Миантономо (англ. Miantonomoh; ок. 1600 — 1643) — сахем наррагансеттов, первоначально поддержавший английских колонистов, но позднее вступивший с ними в конфликт. 
Миантономо родился примерно в 1600 году. Он являлся племянником Каноникуса, который возглавлял наррагансеттов до него. Когда началась Пекотская война Миантономо поддержал англичан и участвовал в конфликте на стороне колонистов. После её окончания между наррагансеттами, мохеганами и англичанами возникла напряжённость. 9 ноября 1637 года Миантономо приехал в Бостон, чтобы устранить разногласия. Он подтвердил признание прав колонии на территорию пекотов, а руководители Колонии Массачусетского залива согласились признать его власть над ниантиками и некоторыми выжившими пекотскими вождями. Если с колонистами сахему удалось договориться, то с мохеганами отношения обострились из-за военной добычи. На встрече с Роджером Уильямсом Миантономо и другие вожди наррагансеттов сообщили, что мохеганы «усыновляют» остатки пекотов, вместо того, чтобы обращаться с ними как с военнопленными. Наррагансетты требовали, чтобы пленники были разделены в соответствии с предыдущими договорённостями. В августе 1638 года уже власти Коннектикута обвинили Миантономо в укрывательстве пекотов. Руководители колонии вызвали в Хартфорд Миантономо и Ункаса, сахема мохеганов, и заключили с ними новой договор, заменявший заключённый накануне войны с пекотами.
В дальнейшем между наррагансеттами и властями Массачусетса и Коннектикута эпизодически продолжались конфликты. Десятилетия трений часто чередовались небольшими столкновениями, угрожавшими перерасти в войну. Миантономо и его соплеменники по большей части винили в этом манипуляции Ункаса и старались поддерживать мир с колонистами, но несмотря на это, напряжённость между ними и англичанами нарастала. Наррагансетты были разозлены разрастанием колониальных поселений и требованиями Массачусетса и Коннектикута об уплате дани. В 1642 году Миантономо посетил монтокеттов и призвал их объединиться против англичан, однако те отказали ему в поддержке.
Напряжённость между наррагансеттами и Конфедерацией Новой Англии перешла в открытый конфликт, когда это племя вступило в столкновение с мохеганами. В 1643 году воины Ункаса разбили военный отряд наррагансеттов и захватили в плен Миантономо, которого доставили в Бостон. В том же году руководители Конфедерации санкционировали казнь сахема и пообещали защиту мохеганам от возможной мести наррагансеттов.
После того, как Миантономо был казнён Ункасом, наррагансеттов возглавил его сын Канончет, который принял участие в Войне Короля Филипа и стал одним из ведущих лидеров восставших индейцев.